# Ixtapan de la Sal (municipi)
Ixtapan de la Sal és un municipi de l'estat de Mèxic. Ixtapan de la Sal és el cap de municipi i principal centre de població d'aquesta municipalitat. Aquest municipi és a la part nord-occidental de l'estat de Mèxic. Limita al nord amb els municipis de Jilotepec i Chapa de Mota, al sud amb Tonatico, a l'oest amb Zumpahuácan i a l'est amb Tepotzotlán.